# تک‌شاخ (کشتی)
تک‌شاخ ([La Licorne] Error: {{Lang-xx}}: متن دارای نشانه‌گذاری ایتالیک است (راهنما)) کشتی خیالی قرن هفدهمی سه دکله نظامی نیروی دریایی سلطنتی بریتانیا است که در ماجراهای تن‌تن و میلو، سری کتاب‌های کمیک نوشته نویسنده بلژیکی، هرژه استفاده شده‌است. این کشتی نقش مهمی را در هر دو کتاب راز اسب شاخدار و گنج‌های راکهام بازی می‌کند. تک‌شاخ همچنین در فیلم ماجراهای تن‌تن: راز اسب شاخدار ساخته استیون اسپیلبرگ ظاهر شده است.